# 小學校際通識大賽2019
小學校際通識大賽2019（英語：Primary School Quiz 2019）是香港電台及全港青年學藝比賽大會合辦的小學校際問答比賽，由預賽「小學常識挑戰賽2018」成績最好的27隊參加。由黃大鈞、沈殷怡、劉焯文（第2集知識睇片題及第10集至第13集競技藍紅綠）主持。

## 比賽方式

### 預賽：小學常識挑戰賽2018
「小學常識挑戰賽2018」為「小學校際通識大賽2019」的預賽，希望入圍參加「小學校際通識大賽2019」的學校，需要以學校名義報名並派出最少5名學生參加「小學常識挑戰賽2018」。

### 比賽
已經報名參加「小學校際通識大賽2019」的學校，並在「小學常識挑戰賽2018」成績最好的27間小學入圍比賽，27隊參賽學校需經歷初賽、9隊晉級複賽、最後有3隊進入決賽，以爭奪冠亞季軍寶座。

### 學術必答題
以學科知識為主，藍、紅、綠組順序作答，每組有底分100分，限時90秒，回答12條題目，答對加20分，答錯或棄權不扣分，限時內答對全部題目額外加30分（即370分）。

### 知識睇片題
考考大家的理解及分析能力，同學先看一段短片，然後回答問題，首五題是搶答題，答對加30分，答錯扣20分。第六題是思考題，答對加40分，答錯不扣分。

### 競技藍紅綠
參賽隊伍每次均會接受兩個挑戰，每集不同形式。進行第二關前可以考慮使用皇牌，如使用皇牌並於第二關勝出者可額外加30分；反之使用皇牌而未能勝出者會被扣20分。

### 通識搶答題
限時內搶答題目，答對加30分，答錯或棄權扣20分，不設補答。

## 每集內容（初賽）

### 第一集
參賽學校︰
- 藍組︰華德學校
- 紅組︰香港培正小學
- 綠組︰東華三院王余家潔紀念小學

知識睇片題
介紹收割稻米的過程。
競技藍紅綠
競技名稱︰橙皮500克

第一關：參賽學生合作選橙及運送橙，完成任務可加30分。

第二關：各組合作去橙皮，橙皮重量最接近500克者為之第一名。

### 第二集
參賽學校︰
- 藍組︰將軍澳天主教小學
- 紅組︰陳瑞祺(喇沙)小學
- 綠組︰聖公會主風小學

知識睇片題
介紹飼養雞隻的過程。
競技藍紅綠
競技名稱︰真假生熟蛋

第一關：參賽學生需從生蛋和熟蛋之中要揀選出並運送熟蛋以及運送熟蛋，完成任務後可得加30分。

第二關：參賽學生需合作剝雞蛋殼，在限時內完整地剝得最多完整雞蛋的一組勝出為之第一名。

### 第三集
參賽學校︰
- 藍組︰吳氏宗親總會泰伯紀念學校
- 紅組︰聖類斯中學(小學部)
- 綠組︰聖保羅書院小學

知識睇片題
介紹中醫藥。
競技藍紅綠
競技名稱︰粒粒粟米皆辛苦

第一關：每組三名學生合作挑選和運送粟米，完成任務後可得30分。

第二關：參賽學生合作剝粟米衣、粟米鬚及粟米粒，總重量最接近500克的一組為第一名。

### 第四集
參賽學校︰
- 藍組︰九龍塘學校（小學部）
- 紅組︰聖公會呂明才紀念小學
- 綠組︰北角循道學校

知識睇片題
介紹導盲犬訓練。
競技藍紅綠
競技名稱︰拆穿鞋帶Go Go Go

第一關：參賽學生合作拆開及接駁鞋帶，再利用鞋帶運送一對鞋，完成任務可加30分。

第二關：各組合作穿綁鞋帶之後打結並掛上鞋，最快掛上最多鞋子的組別為之第一名。

### 第五集
參賽學校︰
- 藍組︰嘉諾撒小學
- 紅組︰道教青松小學
- 綠組︰油蔴地天主教小學

知識睇片題
主持示範騎馬及介紹馬術
競技藍紅綠
競技名稱︰競速菜市場

第一關：參賽學生頭戴特製頭盔運送蔬菜到終點區，完成任務可加30分。

第二關：各組員合作製作最多數量的漢堡包。

### 第六集
參賽學校︰
- 藍組︰中華基督教青年會小學
- 紅組︰英華小學
- 綠組︰油蔴地天主教小學（海泓道）

知識睇片題
介紹環保胡琴的特性。
競技藍紅綠
競技名稱︰麵團大作戰

第一關：每組三名學生輪流將麵團擲入與手帶顏色相同的方格內，擲入9個或以上麵團的組別完成任務，可得30分。

第二關：參賽學生在限時內須計算三條數學題，並按要求製作出相應數量及形狀的麵餅或湯圓。答中最多數學題，所製作出的麵餅和湯圓又合格的組別勝出。

### 第七集
參賽學校︰
- 藍組︰元朗商會小學
- 紅組︰路德會聖馬太學校 (秀茂坪)
- 綠組︰天水圍天主教小學

知識睇片題
介紹用廚餘染布。
競技藍紅綠
競技名稱︰我要做Model

第一關：隊員要依照三個公仔的造型，替自己穿上相同的服飾，在限時內成功完成任務的組別可得30分。

第二關：參賽學生須合作摺衣服，限時內所摺衣服數目最多的組別勝出。

### 第八集
參賽學校︰
- 藍組︰聖公會聖提摩太小學
- 紅組︰中西區聖安多尼學校
- 綠組︰北角官立小學

知識睇片題
介紹氣象站的設施。
競技藍紅綠
競技名稱︰今日我大「曬」

第一關：每組三名學生合作運送指定顏色及數量的衣服，完成任務後可得30分。

第二關：參賽學生須計算一條數學題，並以扣衣服鈕扣的方式表示答案。最快答中數學題，又扣對鈕扣、掛對衣服的組別勝出。

### 第九集
參賽學校︰
- 藍組︰般咸道官立小學
- 紅組︰香海正覺蓮社佛教正覺蓮社學校
- 綠組︰港九街坊婦女會孫方中小學

知識睇片題
介紹中式點心製作。
競技藍紅綠
競技名稱︰速度•電•競賽

第一關：各組學生抽出不同型號的電池並接力運送，限時內成功運送指定數量的電池可加30分。

第二關：各組利用電池、電線及開關掣駁通電路，最快成功開着燈泡及風扇的組別為之第一名。

## 每集內容（複賽）

### 第十集
參賽學校︰
- 藍組︰東華三院王余家潔紀念小學
- 紅組︰陳瑞祺(喇沙)小學
- 綠組︰吳氏宗親總會泰伯紀念學校

知識睇片題
乘高鐵要留意事項。
競技藍紅綠
競技名稱︰合力傳球

第一關：隊員合力用羽毛球拍運送20個網球到終點區，完成任務可加30分。

第二關：隊員用特製膠板，逐一繞過障礙，運送最多數量的網球到終點區。

### 第十一集
參賽學校︰
- 藍組︰聖公會呂明才紀念小學
- 紅組︰道教青松小學
- 綠組︰英華小學

知識睇片題
介紹香港的路燈。
競技藍紅綠
競技名稱︰環環相扣

第一關：隊員需要疊高骨牌做成兩個橋躉，再將橋面放上。橋面必須高於下面的障礙物，在限時內完成任務的組別，可得30分。

第二關：參賽學生合作砌骨牌，並於指定位置放入顏色牌，以骨牌推倒最多顏色牌的一組勝出。

### 第十二集
參賽學校︰
- 藍組︰路德會聖馬太學校（秀茂坪）
- 紅組︰北角官立小學
- 綠組︰港九街坊婦女會孫方中小學

知識睇片題
介紹陶藝創作。
競技藍紅綠
競技名稱︰齊心入球準準準

第一關：每組隊員輪流蒙着雙眼，聽從隊友指示，由起點區經過障礙物走到終點區投球，限時之內每位隊員皆成功投入一球，可得30分。

第二關：三組輪流投球入圓筒，以「過四關」形式連成直線，連成最多直線的組別為第一名。

## 每集內容（決賽）

### 第十三集
參賽學校︰
- 藍組︰吳氏宗親總會泰伯紀念學校
- 紅組︰英華小學
- 綠組︰路德會聖馬太學校(秀茂坪)

「知識睇片題」
今集有兩條短片，分別介紹香港的郵票設計，以及一種由菇菌生長而成的新物料。
「競技藍紅綠」
這回合包括四項挑戰。
第一關︰動動腦筋

三組同學輪流報數，由1數到50，在指定數字或它的倍數，要做出相應動作，否則會被淘汰出局。留到最後的組別為第一名。
第二關︰路路尋謎

三組同時進行，每組依據手上的「尋謎指南」，分別前往四個港鐵站完成指定任務，最短時間完成最多任務的組別為第一名。
第三關︰步步「棋」兵

以鐵路路線圖作棋盤，上面有各種機關，一位隊員擲骰，一位隊員依照所得數字在棋盤上行走，並尋找金幣，另一位隊員則負責往挑戰站接受考驗。擲骰十二回合後，得到最多金幣的組別為第一名。
第四關︰球球進帳

三組同時進行，球枱上有15個黑色球和3個顏色球。三組同學輪流作賽，用白色球把枱上的球撞入洞中。黑球得1分，而顏色球則得3分。得分最高的組別為第一名。

## 得獎學校
- 冠軍：英華小學
- 亞軍：吳氏宗親總會泰伯紀念學校
- 季軍：路德會聖馬太學校 (秀茂坪)
- 智勝盃：路德會聖馬太學校 (秀茂坪)

## 外部連結
- 官方网站
- 小學校際通識大賽2019的Facebook專頁